# Panie senatorze, żaden z pana Jack Kennedy

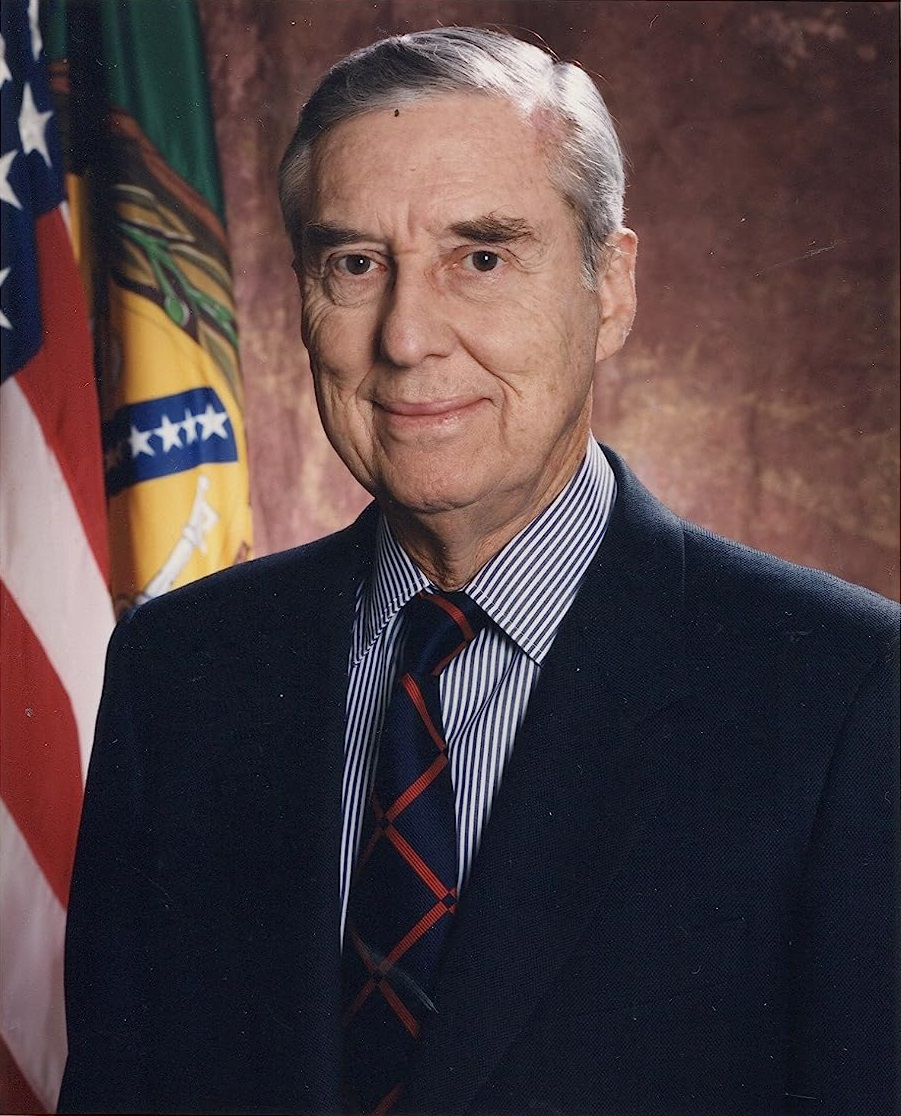
Lloyd Bentsen

„Panie senatorze, żaden z pana Jack Kennedy” – stwierdzenie, które padło z ust jednego z kandydatów na urząd wiceprezydenta Stanów Zjednoczonych podczas debaty przedwyborczej w roku 1988, a które na stałe weszło do amerykańskiego słownika politycznego i wielokrotnie było parafrazowane przez różne, także wpływowe osoby.
Kiedy kandydat Partii Republikańskiej Dan Quayle podczas debaty porównał swoje doświadczenie do tego, jakie prezydent John F. Kennedy miał w momencie obejmowania urzędu. Jego demokratyczny oponent Lloyd Bentsen powiedział:
„Senatorze, służyłem z Jackiem Kennedym, znałem Jacka Kennedy’ego, Jack Kennedy był moim przyjacielem. Panie senatorze, żaden z pana Jack Kennedy.”
(Senator, I served with Jack Kennedy, I knew Jack Kennedy, Jack Kennedy was a friend of mine. Senator, you are no Jack Kennedy.)
O wpływie, jaki ten bon mot wywarł świadczy to, że był parodiowany w programie Saturday Night Live, zespół Megadeth użył cytatu w piosence I Know Jack, był parafrazowany m.in. przez Ronalda Reagana, czy Stroma Thurmonda.